# Camugnano
Camugnano is een gemeente in de Italiaanse metropolitane stad Bologna (regio Emilia-Romagna) en telt 2092 inwoners (31-12-2004). De oppervlakte bedraagt 96,5 km², de bevolkingsdichtheid is 22 inwoners per km².

## Demografie
Camugnano telt ongeveer 976 huishoudens. Het aantal inwoners steeg in de periode 1991-2001 met 2,2% volgens cijfers uit de tienjaarlijkse volkstellingen van ISTAT.
| Jaar | Inwoneraantal |
| ---- | ------------- |
| 1991 | 2086          |
| 2001 | 2132          |

## Geografie
De gemeente ligt op ongeveer 692 meter boven zeeniveau.
Camugnano grenst aan de volgende gemeenten: Cantagallo (PO), Castel di Casio, Castiglione dei Pepoli, Grizzana Morandi, Sambuca Pistoiese (PT), Vernio (PO).
Alto Reno Terme · Anzola dell'Emilia · Argelato · Baricella · Bentivoglio · Bologna · Borgo Tossignano · Budrio · Calderara di Reno · Camugnano · Casalecchio di Reno · Casalfiumanese · Castel Guelfo di Bologna · Castel Maggiore · Castel San Pietro Terme · Castel d'Aiano · Castel del Rio · Castel di Casio · Castello d'Argile · Castenaso · Castiglione dei Pepoli · Crevalcore · Dozza · Fontanelice · Gaggio Montano · Galliera · Granarolo dell'Emilia · Grizzana Morandi · Imola · Lizzano in Belvedere · Loiano · Malalbergo · Marzabotto · Medicina · Minerbio · Molinella · Monghidoro · Monte San Pietro · Monterenzio · Monzuno · Mordano · Ozzano dell'Emilia · Pianoro · Pieve di Cento · Sala Bolognese · San Benedetto Val di Sambro · San Giorgio di Piano · San Giovanni in Persiceto · San Lazzaro di Savena · San Pietro in Casale · Sant'Agata Bolognese · Sasso Marconi · Valsamoggia · Vergato · Zola Predosa
- Library of Congress Control Number: n86107458
- Nationale Bibliotheek van Israël: 987007562431605171
- Virtual International Authority File: 138461066

1. ↑  https://demo.istat.it/?l=it.